# 어두운 그림 왕국의 무서운 그림 동화 이야기
어두운 그림 왕국의 무서운 그림 동화 이야기는 아담 기드위츠의 동화책을 기반으로 한 애니메이션 TV 시리즈이다. 넷플릭스용으로 더그 랭데일과 사이먼 오토가 개발한 이 시리즈는 2021년 10월 8일에 방영되었다. 넷플릭스는 두 번째 시즌 동안 쇼를 갱신하지 않았다.

## 줄거리
말하는 까마귀 세 마리가 왕자와 공주인 헨젤과 그레텔의 실제 이야기를 들려준다. 헨젤과 그레텔이 아버지에 의해 참수된 후, 형제 자매는 도망쳐서 새롭고 행복한 가족을 찾는다. 그림 형제의 다른 이야기들의 요소들과 함께, 그 두 사람은 구불구불하고 사악할 정도로 재치 있는 이야기를 시작한다.